# Scheibhalden
Die Scheibhalden ist ein vom Regierungspräsidium Tübingen am 28. Juni 1985 durch Verordnung ausgewiesenes Naturschutzgebiet auf dem Gebiet der Stadt Meßstetten im Zollernalbkreis.

## Lage
Das Naturschutzgebiet Scheibhalden liegt östlich des Meßstettener Ortsteils Oberdigisheim. Das Gebiet gehört zum Naturraum Hohe Schwabenalb. Die Kreisstraße 7146 durchschneidet das Gebiet.

## Schutzzweck
Der Schutzzweck ist laut Schutzgebietsverordnung „die Erhaltung der reichen Flora mit ihren geschützten Orchideen und ihrer artenreichen Pilzflora, ferner die Erhaltung des Landschaftsbildes, welches hier durch den relativ reichen Baumbestand der Wacholder‑Forchenheide und der Laubholz-Wacholderheide mit den typischen Weidebäumen bestimmt ist.“

## Landschaftscharakter
Das Naturschutzgebiet liegt an einem südwest-exponierten Hang. Die nicht bewaldeten Bereiche werden von Magerrasen und mageren Flachland-Mähwiesen mit einzelnen Gehölzen geprägt. Im Westen befindet sich ein bewaldeter Bereich.

## Flora und Fauna
Im Schutzgebiet wachsen zahlreiche seltene und geschützte Pflanzenarten, darunter der Frühlings-Enzian, die Fliegen-Ragwurz, die Gelbe Spargelerbse, die Küchenschelle, das Glanz-Labkraut, die Knollige Kratzdistel und das Kleine Mädesüß. Auch zahlreiche Schmetterlings-Arten, wie der Himmelblaue Bläuling, der Feurige Perlmuttfalter, der Silberfleck-Perlmuttfalter, der Östliche Scheckenfalter, der Lilagold-Feuerfalter und der Esparsetten-Bläuling sind im Gebiet nachgewiesen.

## Zusammenhängende Schutzgebiete
Das Naturschutzgebiet ist Bestandteil des FFH-Gebiets Östlicher Großer Heuberg. Im Westen und Osten schließt das Landschaftsschutzgebiet Großer Heuberg an.